# Heterotilapia buttikoferi
Heterotilapia buttikoferi es una especie de peces de la familia Cichlidae en el orden de los Perciformes.

## Morfología
Los machos pueden llegar alcanzar los 30,8 cm de longitud total.

## Distribución geográfica
Se encuentran en África: desde Guinea-Bissau (ríos  Geba y  Corubal) hasta el oeste de Liberia (río Saint John).